# 冨田健治
冨田 健治（とみた けんじ、1940年または1941年  – ）は、日本の政治家。民主党、新進党所属。大阪府議会議員、大阪府議会副議長を歴任。旭日中綬章受章者。

## 来歴
- 1991年4月 大阪府議会議員選挙 大阪市旭区選挙区 (定数1) で当選[3]
- 1995年4月 大阪府議会議員選挙 大阪市旭区選挙区 (定数1) で当選[4]
- 1999年4月 大阪府議会議員選挙 大阪市旭区選挙区 (定数1) で当選[5]。2001年5月から１年間、古川光和議長とともに第95代大阪府議会副議長[1]
- 2003年4月 大阪府議会議員選挙 大阪市旭区選挙区 (定数1) で当選[6]
- 2007年4月 大阪府議会議員選挙 大阪市旭区選挙区 (定数1) で当選[7]
- 2011年4月 大阪府議会議員選挙 大阪市旭区選挙区 (定数1) で大阪維新の会の候補と接戦となったが当選[8]
- 2015年、冨田忠泰に地盤を継承し、政治家引退

## 栄典
- 2015年11月 平成27年秋の叙勲で旭日中綬章を受章[2]